# Arnaud Dandieu
Pour l’article homonyme, voir Mireille Dandieu.
Arnaud Dandieu, né le 29 novembre 1897 et mort le 6 août 1933, est un écrivain français.
Il est une des figures importantes du mouvement personnaliste dans les années 1930.

## Biographie
En 1915, âgé de 23 ans, Dandieu est étudiant en Khâgne au lycée Condorcet, à Paris, où il fait la rencontre de Robert Aron.
Il est licencié ès lettres (en droit et en anglais),
Bibliothécaire à la Bibliothèque nationale de 1925 à sa mort, il entend mener une œuvre à la fois de poète (il est cette année-là l’auteur d’un recueil intitulé Cercles vicieux) et de critique littéraire (il rédige un essai sur Marcel Proust qui sera publié en 1930 sous le titre Marcel Proust : sa révélation psychologique).
À la fin des années 1920, il participe à différentes  revues  (Europe, la Revue philosophique, la Revue de métaphysique et de morale, les Cahiers du Sud, notamment la revue Documents (1929-1931), créée par Georges Bataille.
En 1927 s’amorce une véritable collaboration intellectuelle avec Robert Aron qui va durer deux ans et prendre la forme de rencontres de travail bi-hebdomadaires, selon un plan qu'il met lui-même au point et qui sont fondées sur une critique du rationalisme, nourries par les lectures de Georges Sorel, Pierre-Joseph Proudhon et Charles Péguy.
Avec Aron, il fonde en 1930 le groupe Ordre nouveau (qui sera en exercice jusqu'en 1938), à l'origine du personnalisme, avec lui, il écrit trois ouvrages :
- Décadence de la nation française, en 1931 ; 

- Le Cancer américain, la même année, soit deux ans après la crise de Wall Street, où il est avancé que « le cancer du monde moderne a pris naissance bien loin des charniers de la guerre, en un terrain bien abrité » et où sont dénoncés successivement « la suprématie de l’industrie et de la banque sur la vie entière de l’époque » et « l’hégémonie des mécanismes rationnels sur les réalités concrètes et sentimentales, ressorts profonds du véritable progrès de l’homme »;
- La Révolution nécessaire, en 1933, où les deux auteurs, face aux idéologies montantes de l'époque, marxisme et fascisme, proposent une alternative politique basée sur le fédéralisme, une organisation décentralisatrice et anti-étatique sans distinction de classes sociales qui mettrait l'État au service de la corporation et l'économie au service du spirituel.
Sa disparition précoce, à la suite d'une opération bénigne, l'empêche de participer à l'essor du mouvement personnaliste.

## Ouvrages
- Robert Aron et Arnaud Dandieu, Décadence de la nation française, Rieder, 1931.
- Robert Aron et Arnaud Dandieu, Le Cancer américain, 1931. réed. Editions l'Âge d'Homme, collection : Les classiques de la pensée politique, 2008
- Robert Aron et Arnaud Dandieu, La Révolution nécessaire, 1933. Réed. Jean-Michel Place, 1993.